# Останкінський (район Москви)
Останкінський (рос. Оста́нкинский) — адміністративний район в Москві, входить до складу Північно-Східного адміністративного округу. Населення станом на 1 січня 2017 року 63075 чол., площа 12,46 км²
Район утворено в 5 липня 1995 року.

На території району розташована станція метро ВДНХ.